# Bram Dekker
Bram Dekker (21 de agosto de 1989) es un deportista neerlandés que compitió en natación. Ganó una medalla de plata en el Campeonato Europeo de Natación de 2014, en la prueba de 4 × 100 m estilos mixto.

## Palmarés internacional
| Campeonato Europeo | Campeonato Europeo | Campeonato Europeo | Campeonato Europeo      |
| Año                | Lugar              | Medalla            | Prueba                  |
| ------------------ | ------------------ | ------------------ | ----------------------- |
| 2014               | Berlín (Alemania)  | Medalla de plata   | 4 × 100 m estilos mixto |